# Meyliservet Kadın
Meyliservet Kadınefendi (en turco otomano: میل ثروت قادین, "valor de la belleza", 21 de octubre de 1854 - 3 de diciembre de 1903) fue la esposa del sultán Murad V del Imperio Otomano.
El título completo era: Devletlu İsmetlu Dördüncü Meyli-Servet Kadın Efendi Hazretleri

## Vida
Meyliservet nació en 1869 en Batumi y era de ascendencia circasiana. Tenía una hermana mayor, que era la esposa de un embajador en Roma. Su hermana la llevó con ella a Italia y le dio una excelente educación. Aprendió varios idiomas. Después de permanecer en Italia durante más de ocho años, las dos hermanas regresaron a Constantinopla donde vivieron una vida solitaria.
La hermana de Meyliservet conoció a Refia Sultan. A Meyliservet le gustó tanto la vida del palacio que decidió que no se iría. Refia Sultan llevó a Meyliservet al palacio y le dio una educación especial. El 8 de junio de 1874, Meyliservet se casó con Murad en el Palacio de Dolmabahçe. Un año más tarde dio a luz a su única hija, Fehime Sultan.
Meyliservet murió después de una breve enfermedad el 3 de diciembre de 1903 en el Palacio de Çırağan de Constantinopla a la edad de 49 años.